# Le Folgoët
Le Folgoët è un comune francese di 3 104 abitanti situato nel dipartimento del Finistère, nella regione della Bretagna. È noto perché nel suo territorio si trova l'omonimo santuario mariano.

Il comune è attraversato dal fiume Aber Wrac'h.

## Società

### Evoluzione demografica
Abitanti censiti

## Amministrazione

### Gemellaggi
- Lanslebourg-Mont-Cenis